# Oncocnemis chandleri
Oncocnemis chandleri là một loài bướm đêm trong họ Noctuidae.